# Arcelia Ramírez

## Filmográfia

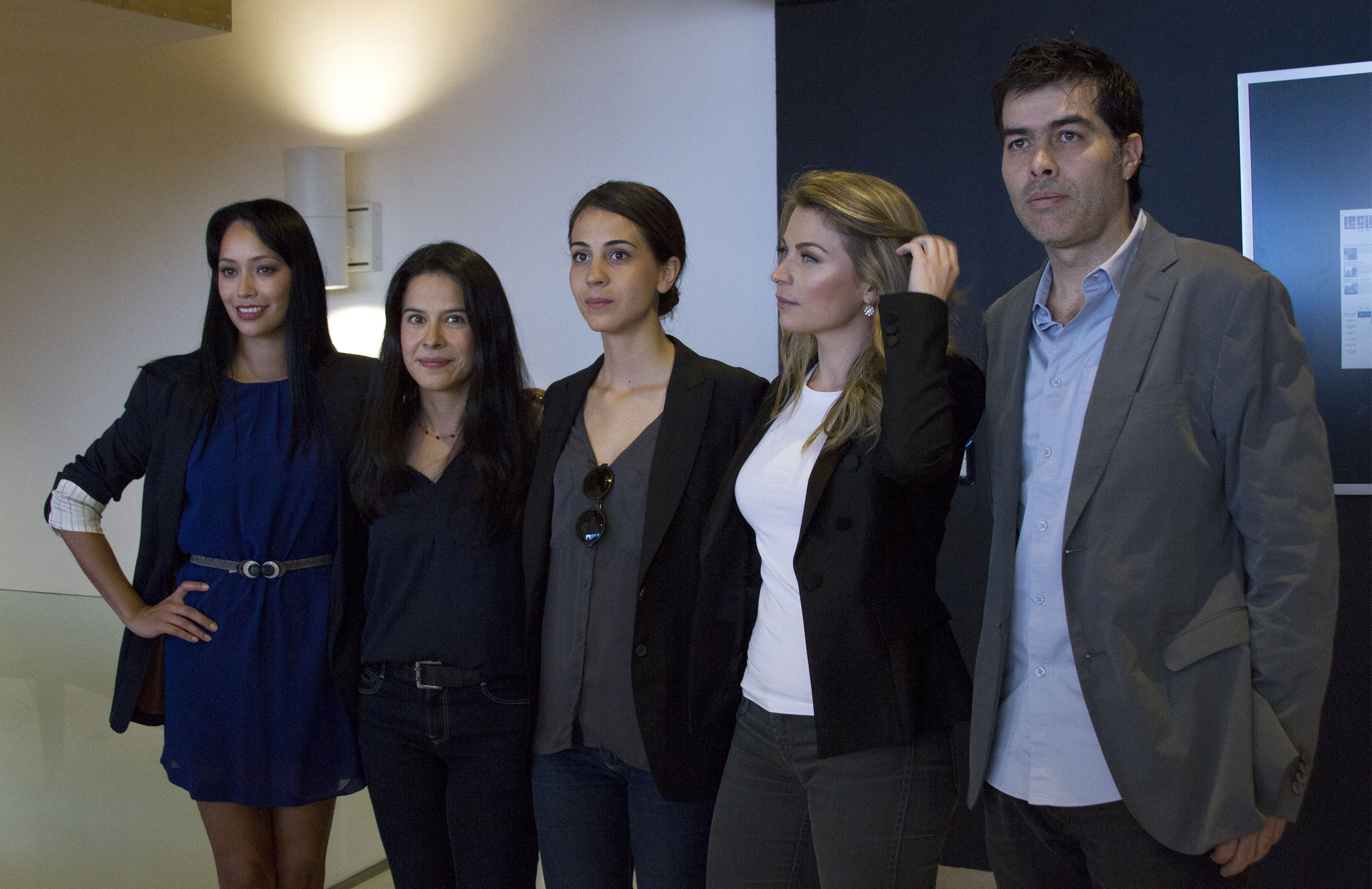
Arcelia Ramírez

### Filmek
- Un cuento de circo & a love song (2024) - Valentina
- Pole dance (2023) - Lupe
- Lluvia (2023) - Sofía
- Todo el silencio (2023) - Claudia
- Journey (2023) - Petra
- Volveré (2023) - Julia
- Ojos que no ven (2022) - Elena
- El sueño de ayer (2022)
- Háblame de ti (2022) - Laura
- Yo, Fausto (2022) - Gilda
- La Civil (2021) - Cielo
- La boca del diablo (2021) - Mamá de Daniel
- Te llevo conmigo (2020) - Magda
- Reina (2019) - Madre
- Unas ruinas (2019) - Ofelia
- Díaz (2019) Zoraida
- Una familia con madre (2019) - Pita
- Nadie sabrá nunca (2018) - Berta
- Verónica (2017) - La psicóloga
- De familia (2017) - Madre
- Fisuras (2016) - Leticia
- Mientras duermo (2015)
- Sopladora de hojas (2015)
- La calle de la amargura (2015) - Zema
- Los bañistas (2014) - Esposa de Martín
- Las horas contigo (2014) - Isabel
- Los fabulosos 7 (2013) - Silvia
- Jirón de niebla (2013) - Irasema
- Guten Tag, Ramón (2013) - Rosa
- No se aceptan devoluciones (2013) - Judeisy
- Potosí (2013) Estela
- Las búsquedas (2013) - Mujer
- Lalo & Santaclós (2012) - Vecina
- Las razones del corazón (2011) - Emilia
- Entre la noche y el día (2011) - Gaby
- Rock Marí (2010) - Elea
- La cena (2009)
- Ícara (2009) - Marisol
- El que habita las alturas (2009) - María
- Señora pájaro (2009)
- Cómo no te voy a querer Carmen Dir: Víctor Avelar (2008) - Madre de Hugo
- El viaje de Teo (2008) - María
- El brassier de Emma (2007) - Amparo
- Sexo, amor y otras perversiones (2006) - Mercedes
- La niña en la piedra (2006) - Alicia
- La última mirada (2006) - Hermana Irma
- La caja de Yamasaki (2006)
- Interior (2005) - María
- Zurdo (2003) - Martina
- Si un instante (2003) - Estela
- Malos presagios (2002)
- ¿De qué lado estás? (2002)
- Escrito en el cuerpo de la noche (2001)
- Nadie te oye: Perfume de violetas (2001) - Alicia, madre de Miriam
- Así es la vida (2000) - Julia
- Sofía (2000) - Sor Juana
- Juegos bajo la luna (2000) - Carmen Luisa
- En un claroscuro de la luna (2000) - Ana
- Crónica de un desayuno (2000) - Yolanda
- Brisa de Navidad (1999) - Madre
- Reclusorio III (1999)
- El cometa (1999) - Cordelia
- Rizo (1998) - Lucía, Sandra
- Cuarto oscuro (1996)
- La última llamada (1996) - Leticia
- Cilantro y perejil (1996) Susana Limón
- El tesoro de Clotilde (1994) - Lupita
- El triste juego del amor (1993) - Aurora
- La última batalla (1993) - Mamá de Beto
- Mi primer año (1992)
- Serpientes y escaleras (1992) - Valentina
- Como agua para chocolate (1992) - Lucía Brown, bisnieta
- Agonía (1991)
- Con el amor no se juega (1991) - Susana
- Ciudad de ciegos (1991) - Mara
- La mujer de Benjamín (1991) - Natividad
- Ceremonia (1990)
- El espejo de dos lunas (1990) - Susana
- El secreto de Romelia (1988) - Romelia Joven
- En un bosque de la China (1987)
- El centro del laberinto (1985)

### Telenovellák
- Por siempre Joan Sebastián (2016)

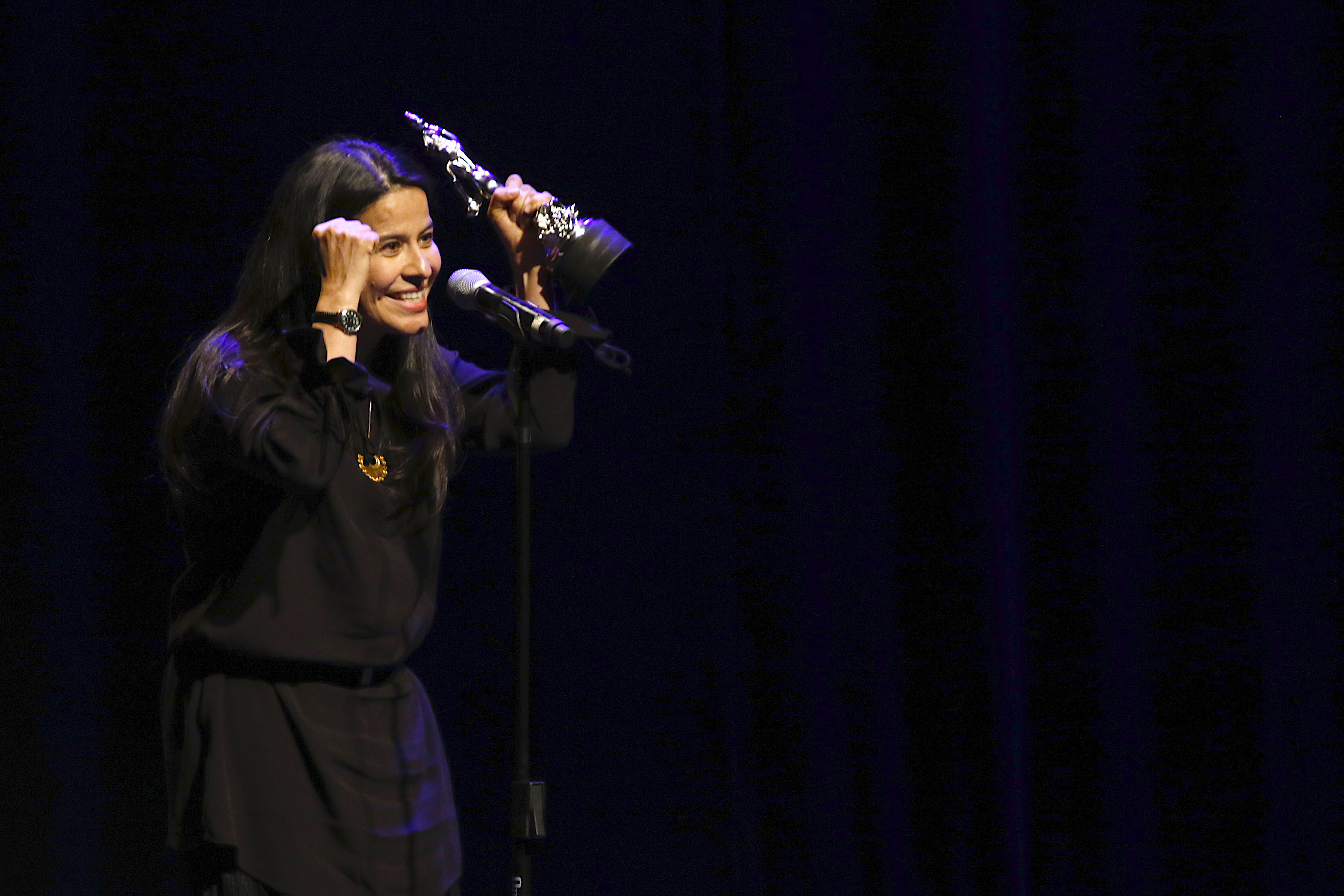

- Un camino hacia el destino  (2016) - Maribel
- El color de la pasión (2014) - Dra. Sara Esquedra
- Camelia, La Texana (2014) - La Nacha
- Dos chicos de cuidado en la ciudad (2003) - Claudia
- La calle de las novias (2000) - Emilia Mendoza
- La jaula de oro (1997) - Martha
- Pueblo chico, infierno grande (1997) - Ignacia La Renteria de Ruan
- Más allá del puente (1993) - Carolina Sandoval
- De frente al sol (1992) - Carolina Sandoval
- The two way mirror (1990) - Susana
- Mi segunda madre (1989) - Alma
- La hora marcada (1988) - Joven
- Vencer el miedo (2020) - Inés Durán
- El amor invencible (2023) - Consuelo Domínguez
- Vencer La Culpa (2023) - Inés Durán
- Vencer el passado (2021) - Inés Durán
- El Club (2019) - María
- Mujeres asesinas (2022) - Tere
- Un extraño enemigo (2022) - Adela
- El señor de los cielos (2018) - Elvira Mendivil
- Hijas de la luna (2018) - Margarita
- El vato (2017) - Doña Eli
- El Chema (2017) - Elvira Mendivil
- Juana Inés (2016) - Juana Inés de Asbaje
- Dos Lunas (2014) - Dra. Lisa Cabrera
- Tan infinito como el desierto (2004)
- Mujer, casos de la vida real (1999) - Licia Suárez
- Licia Suárez (19ö97) - Martha